# Sisseln
Sisseln é uma comuna da Suíça, situada no distrito de Laufenburg, no cantão de Argóvia. Tem 2,52 km² de área e sua população em 2018 foi estimada em 1.616 habitantes.